# Pivovar

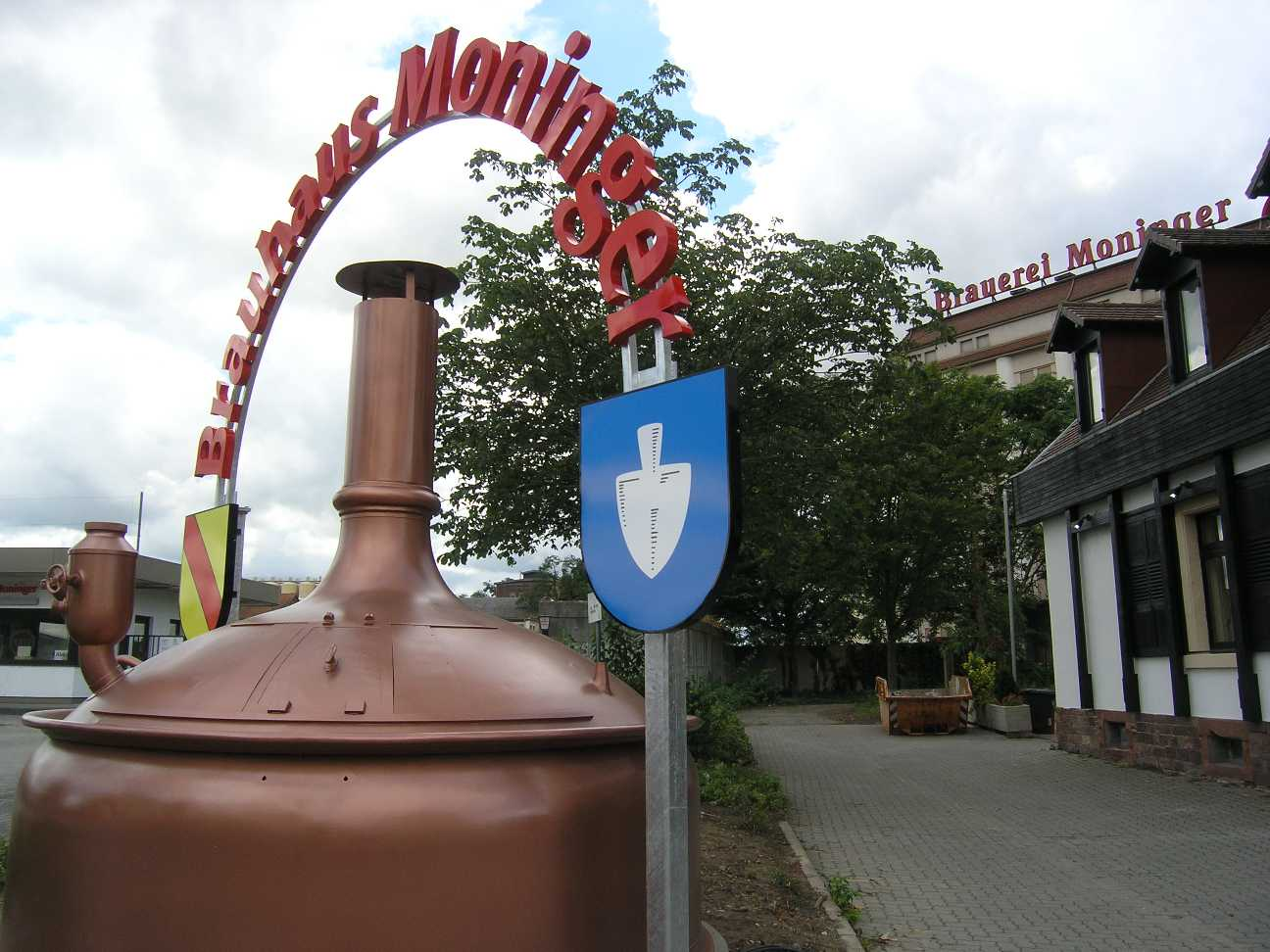
Vstupní brána pivovaru Moninger v Karlsruhe

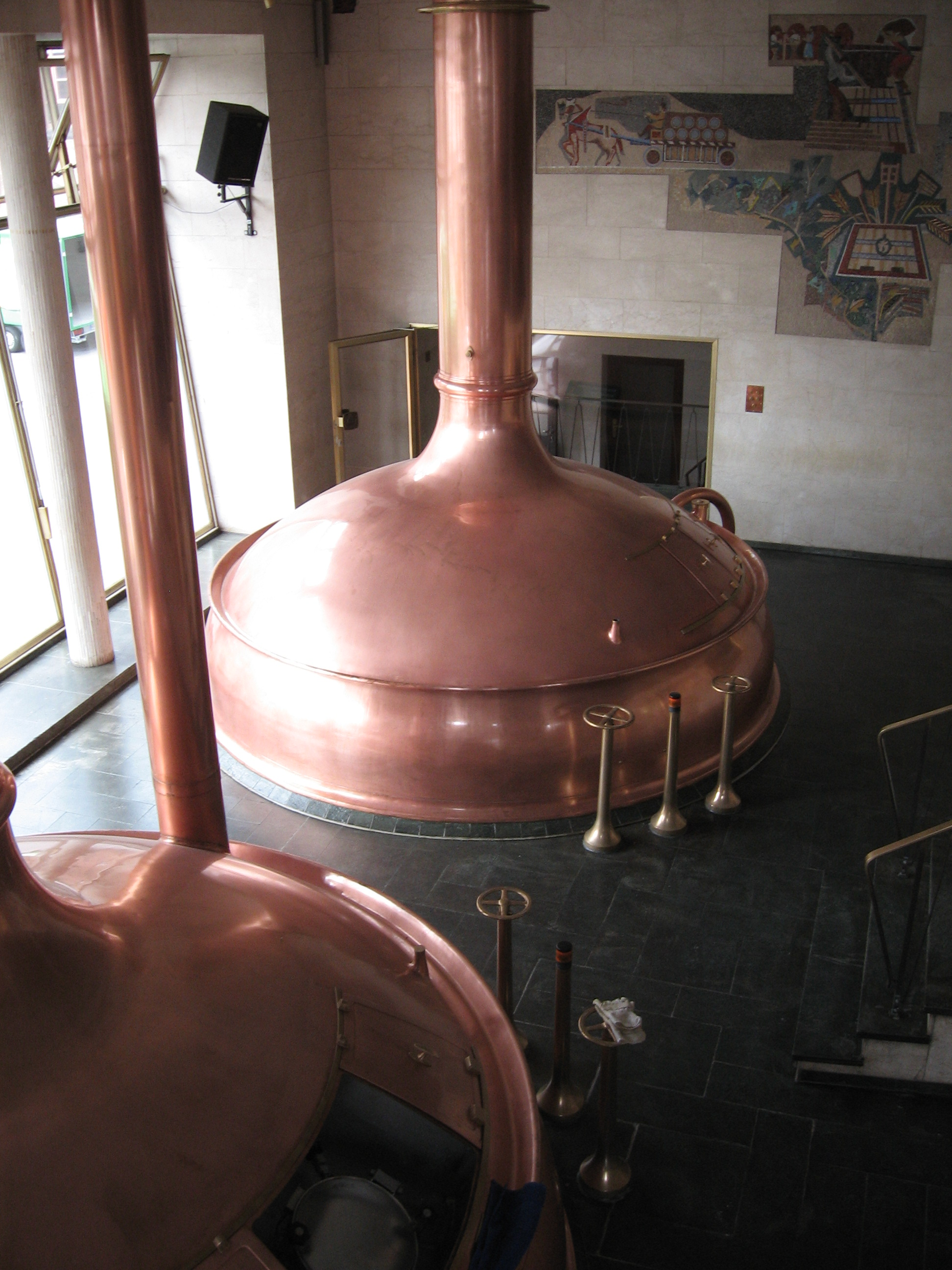
Jeden z kotlů na vaření piva

Pivovar je technologický celek vyrábějící pivo. Pivovar je obvykle rozdělen do několika samostatných provozů, které odpovídají jednotlivým fázím výroby. Velikost pivovaru se může pohybovat od malého domácího téměř kuchyňského provozu až po velký průmyslový podnik. Variabilita existuje i v konkrétní technologii vaření piva. V Česku většina pivovarů užívá metodu spodního kvašení a vyrábějí piva plzeňského typu. Pivovar, jehož roční výstav nepřesahuje 10 000 hl, se označuje jeko minipivovar.

## Provozy pivovaru
- Sladovna (humno) (často samostatný provoz, z něhož pivovar vyrobený slad nakupuje)
- Hvozd (pivovarská věž)
- Varna
- Spilka
- Ležácký sklep
- Expedice, plnicí linka a další pomocné provozy

## Technologie výroby
- Příjem sladu
- Hvozdění
- Vystírání
- Rmutování
- Scezování
- Chmelovar
- Chlazení
- Kvašení
- Jímání CO2
- Ležácký sklep
- Filtrace
- Oddělení přetlačných tanků (+pasterizace)
- Stáčírna
- Výstupní kontrola
- Expedice